# Moisés Pérez
Moisés Salvador Pérez Hellburg (ur. 2 listopada 1994) – wenezuelski zapaśnik startujący w stylu klasycznym.  Zajął 29. miejsce na mistrzostwach świata w 2019 roku. 
Wicemistrz igrzysk panamerykańskich w 2019 i trzeci w 2023. Brązowy medalista igrzysk Ameryki Środkowej i Karaibów w 2018 i mistrzostw w tym samym roku, a także w 2023. Trzeci na mistrzostwach panamerykańskich w 2020 i 2025; czwarty w 2024; piąty w 2014 i 2015 roku.